# Whakatane
Whakatane es una ciudad en el este de Bay of Plenty, región en la isla Norte de Nueva Zelanda, a 90 km al este de Tauranga y 89 km al norte del este de Rotorua, en la desembocadura del río Whakatane.
Tiene una población de 18.700 de las 34.500 personas (junio de 2011) del Distrito de Whakatane, alrededor del 40 % tiene ascendencia maorí. El distrito tiene una extensión territorial de 4,442.07 km² (1,715.09 km²). El Distrito Whakatane fue creado en 1976.
Whakatane es parte del electorado parlamentario de la Costa Este, representada por Anne Tolley del Nuevo Partido Nacional Zelanda.
Whakatane se vio afectada por el terremoto de Edgecumbe en 1987.

## Las inundaciones en el 2004
Las fuertes lluvias que azotaron la Bahía de la Abundancia y Rotorua del día 16 hasta el 18 de julio de 2004 causando graves inundaciones declarando un estado de emergencia civil. Muchas casas y propiedades fueron inundadas, obligando a miles de residentes a evacuar Whakatane. El río Rangitaiki se desbordó, inundando grandes áreas de tierras de cultivo y numerosas carreteras fueron cerradas por las inundaciones y los desprendimientos. Un total de 245,8mm de lluvia cayeron en Whakatane en un período de 48 horas y muchos pequeños terremotos se dejaron sentir también durante este tiempo,dando lugar a deslizamientos de tierra que se cobró dos vidas. Estas fueron las primeras muertes por terremoto en Nueva Zelanda durante casi 40 años. 

## Industrias y turismo

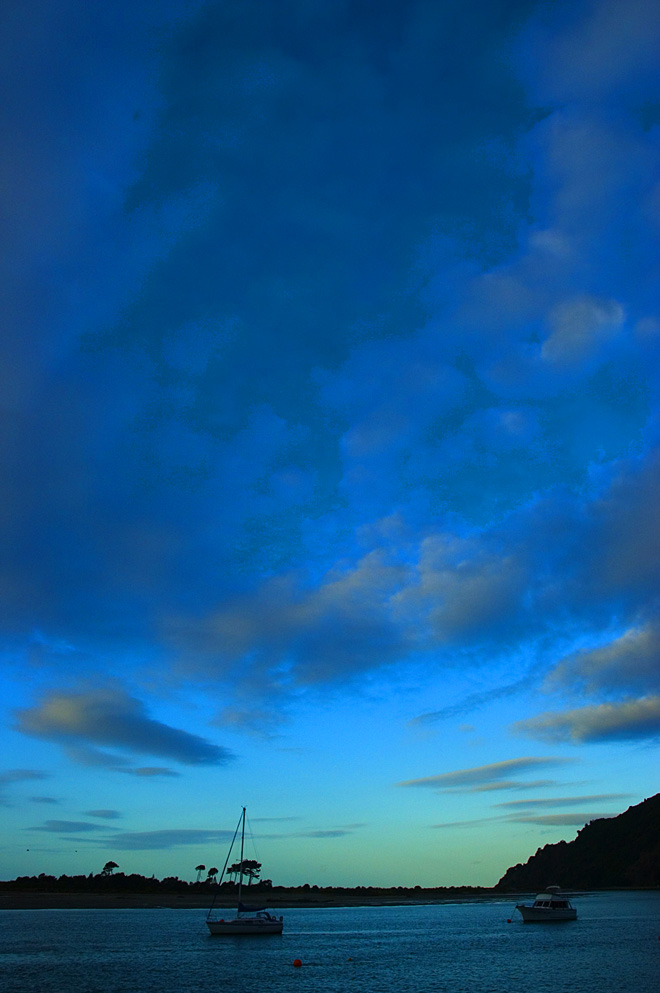
Imagen de la costa

Las principales industrias de la ciudad son diversos: bosques, productos lácteos, la agricultura, la pesca, el turismo, etc. Hay una fábrica de impresión de periódicos. Whakatane es también el hogar de Cervecerías Aotearoa, los fabricantes de cerveza Mata.
Es la puerta de entrada a Whakaari/Isla Blanca, el volcán más activo de Nueva Zelanda, ubicado a 48 kilómetros al norte de Whakatane y un destino popular para los cruceros de un día.
Whakatane ganó el título de la capital del sol de Nueva Zelanda de 2010.

## Ciudades hermanas
- Kamagaya, Chiba, Japón
- Warwick, Queensland, Australia

Whakatane tiene un acuerdo de amistad con Shibukawa, Gunma, Japón.

## Clima

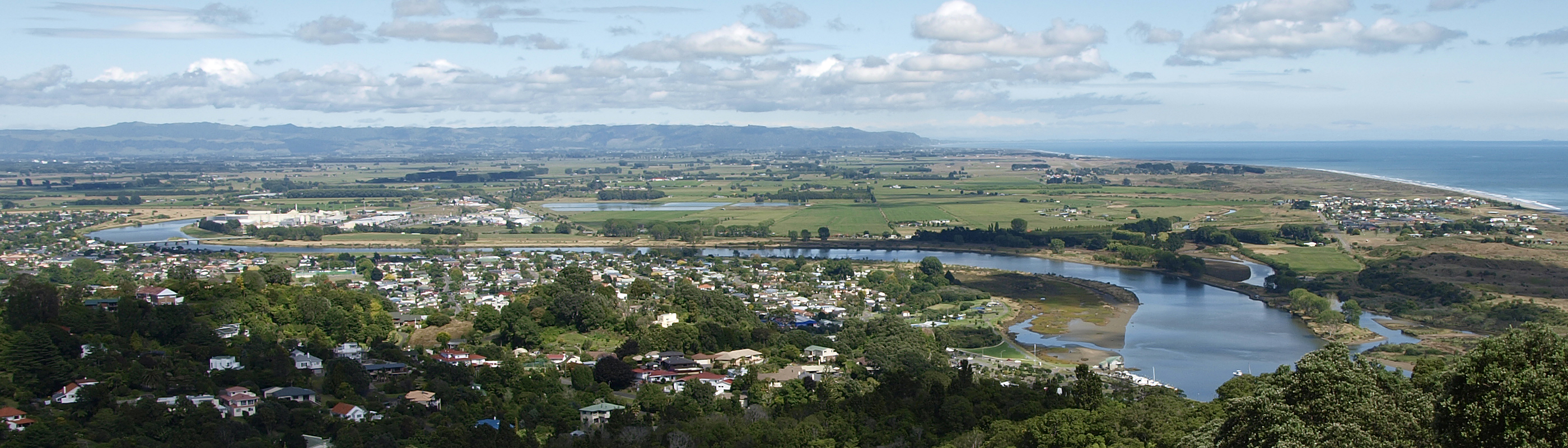

| Parámetros climáticos promedio de Whakatane, Nueva Zelanda | Parámetros climáticos promedio de Whakatane, Nueva Zelanda | Parámetros climáticos promedio de Whakatane, Nueva Zelanda | Parámetros climáticos promedio de Whakatane, Nueva Zelanda | Parámetros climáticos promedio de Whakatane, Nueva Zelanda | Parámetros climáticos promedio de Whakatane, Nueva Zelanda | Parámetros climáticos promedio de Whakatane, Nueva Zelanda | Parámetros climáticos promedio de Whakatane, Nueva Zelanda | Parámetros climáticos promedio de Whakatane, Nueva Zelanda | Parámetros climáticos promedio de Whakatane, Nueva Zelanda | Parámetros climáticos promedio de Whakatane, Nueva Zelanda | Parámetros climáticos promedio de Whakatane, Nueva Zelanda | Parámetros climáticos promedio de Whakatane, Nueva Zelanda | Parámetros climáticos promedio de Whakatane, Nueva Zelanda |
| Mes                                                        | Ene.                                                       | Feb.                                                       | Mar.                                                       | Abr.                                                       | May.                                                       | Jun.                                                       | Jul.                                                       | Ago.                                                       | Sep.                                                       | Oct.                                                       | Nov.                                                       | Dic.                                                       | Anual                                                      |
| ---------------------------------------------------------- | ---------------------------------------------------------- | ---------------------------------------------------------- | ---------------------------------------------------------- | ---------------------------------------------------------- | ---------------------------------------------------------- | ---------------------------------------------------------- | ---------------------------------------------------------- | ---------------------------------------------------------- | ---------------------------------------------------------- | ---------------------------------------------------------- | ---------------------------------------------------------- | ---------------------------------------------------------- | ---------------------------------------------------------- |
| Temp. media (°C)                                           | 19                                                         | 19                                                         | 18                                                         | 15                                                         | 12                                                         | 10                                                         | 9                                                          | 10                                                         | 12                                                         | 14                                                         | 16                                                         | 18                                                         | 14.3                                                       |
| Lluvias (mm)                                               | 111                                                        | 100                                                        | 142                                                        | 108                                                        | 124                                                        | 148                                                        | 134                                                        | 153                                                        | 131                                                        | 116                                                        | 119                                                        | 149                                                        | 1535                                                       |
| Fuente: The Weather Network                                |                                                            |                                                            |                                                            |                                                            |                                                            |                                                            |                                                            |                                                            |                                                            |                                                            |                                                            |                                                            |                                                            |

## Galería

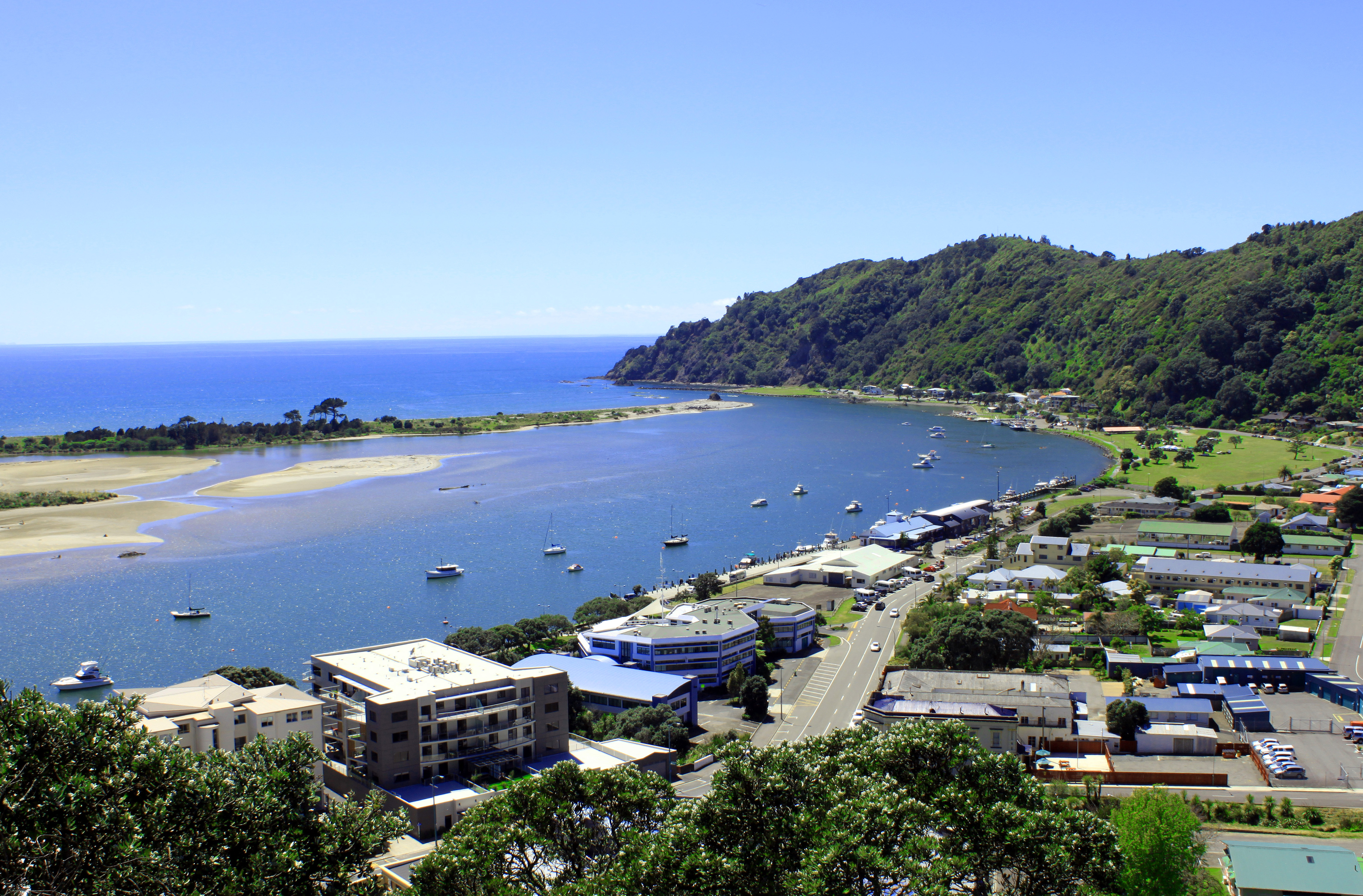
Puerto desde el mirador por encima de carretera Hillcrest.
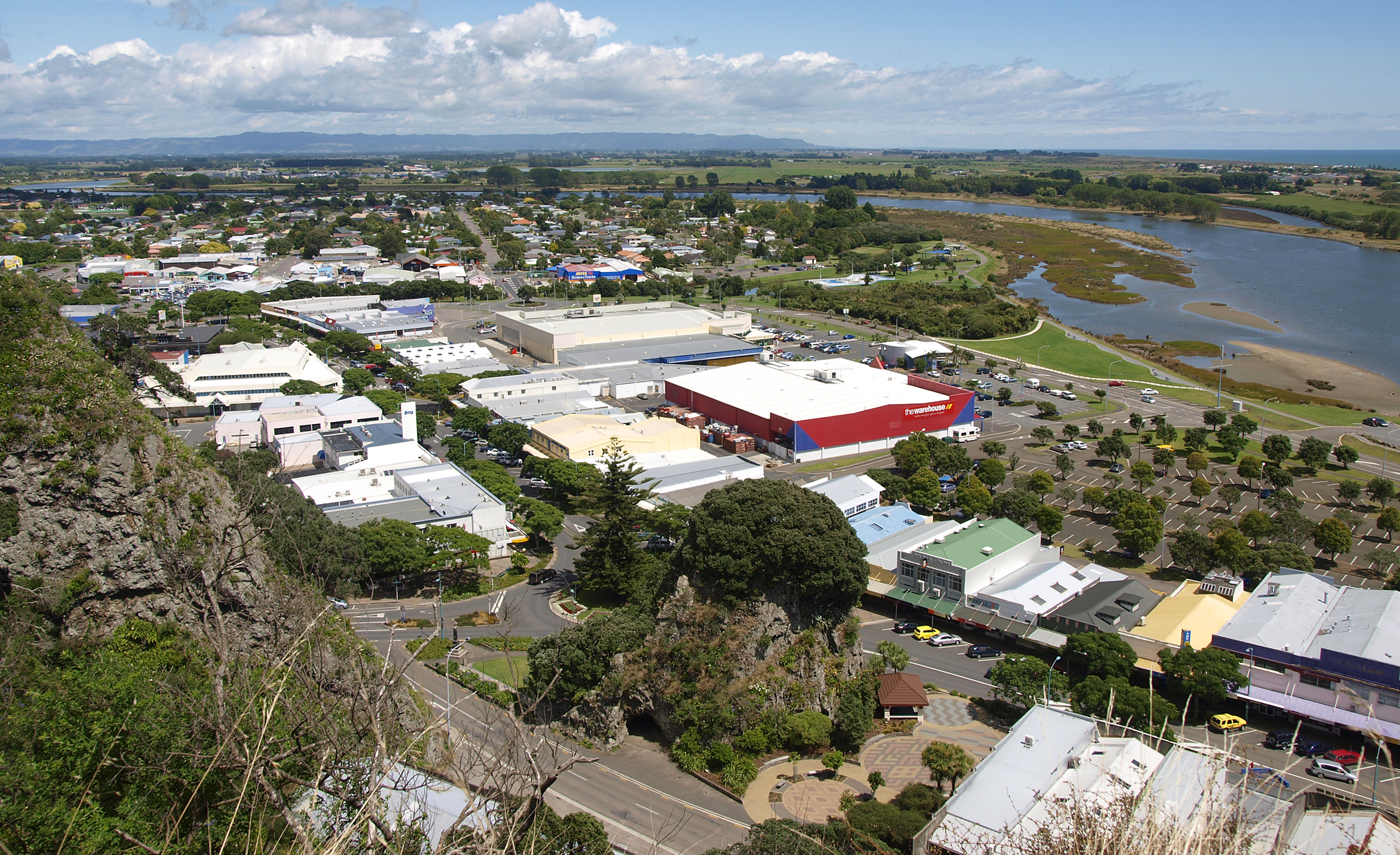
Río Whakatane y la llanura Rangitaiki al fondo.
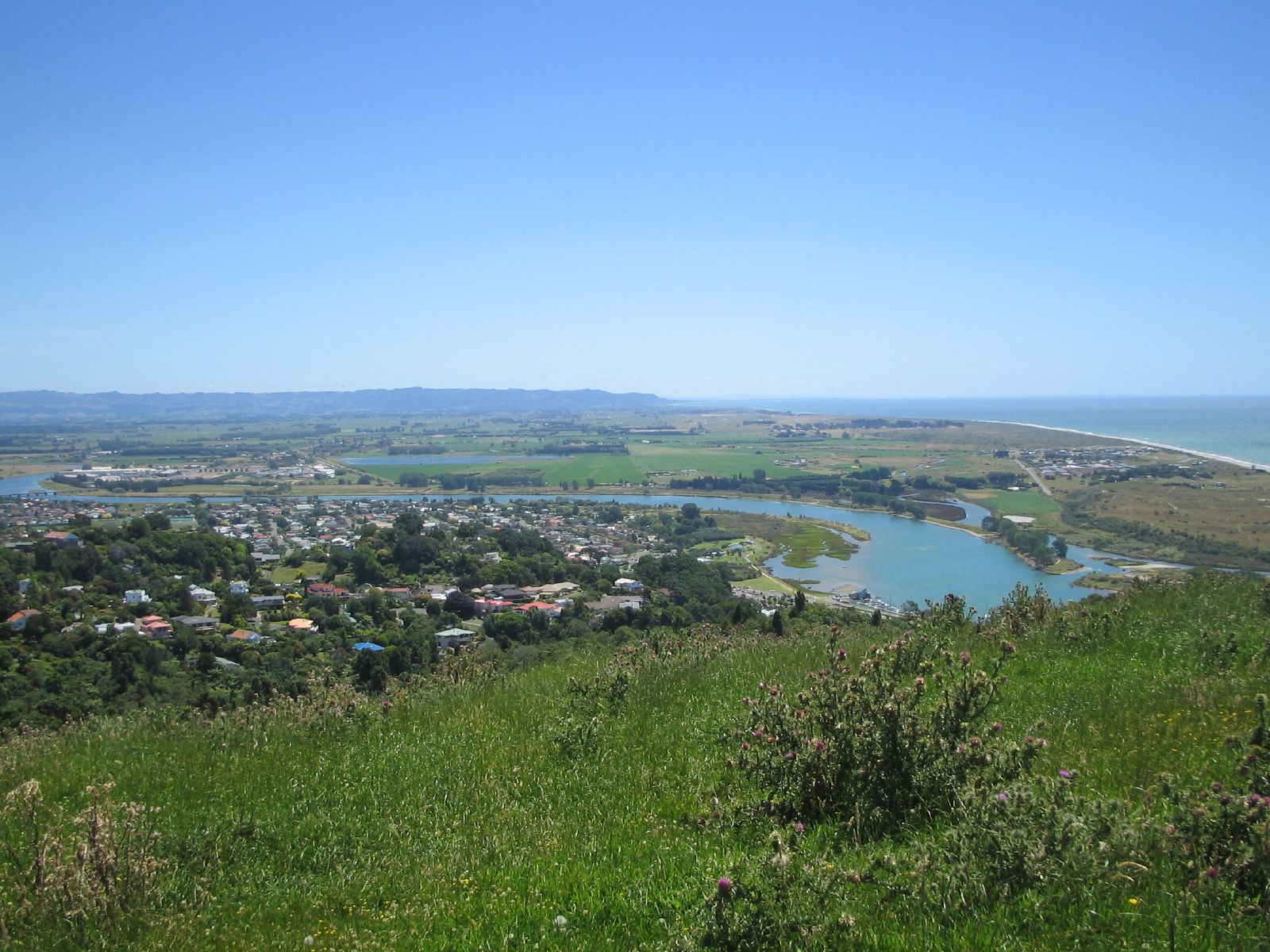
Costa de la Bahía de Plenty.